# 途絶
| ウィキペディアには「途絶」という見出しの百科事典記事はありません（タイトルに「途絶」を含むページの一覧/「途絶」で始まるページの一覧）。 代わりにウィクショナリーのページ「途絶」が役に立つかもしれません。 |